# Пайнтоп-Кантрі-Клаб (Аризона)
Пайнтоп-Кантрі-Клаб (англ. Pinetop Country Club) — переписна місцевість (CDP) в США, в окрузі Навахо штату Аризона. Населення — 1409 осіб (2020).

## Географія
Пайнтоп-Кантрі-Клаб розташований за координатами 34°6′59″ пн. ш. 109°53′28″ зх. д. / 34.11639° пн. ш. 109.89111° зх. д. (34.116334, -109.891036).  За даними Бюро перепису населення США в 2010 році переписна місцевість мала площу 17,49 км², уся площа — суходіл.

## Демографія
Згідно з переписом 2010 року, у переписній місцевості мешкали 1794 особи в 805 домогосподарствах у складі 558 родин. Густота населення становила 103 особи/км².  Було 3789 помешкань (217/км²).
Расовий склад населення:
| - 91,1 % — білих - 2,7 % — корінних американців - 1,1 % — азіатів - 0,3 % — вихідців з тихоокеанських островів - 0,2 % — чорних або афроамериканців - 3,0 % — осіб інших рас |

До двох чи більше рас належало 1,5 %. Частка іспаномовних становила 10,2 % від усіх жителів.
За віковим діапазоном населення розподілялося таким чином: 17,6 % — особи молодші 18 років, 55,1 % — особи у віці 18—64 років, 27,3 % — особи у віці 65 років та старші. Медіана віку мешканця становила 55,4 року. На 100 осіб жіночої статі у переписній місцевості припадало 97,8 чоловіків;  на 100 жінок у віці від 18 років та старших — 92,4 чоловіків також старших 18 років.
Середній дохід на одне домашнє господарство  становив 73 089 доларів США (медіана — 62 850), а середній дохід на одну сім'ю — 81 342 долари (медіана — 63 488). 
Цивільне працевлаштоване населення становило 481 осіб. Основні галузі зайнятості: освіта, охорона здоров'я та соціальна допомога — 26,4 %, мистецтво, розваги та відпочинок — 22,9 %, фінанси, страхування та нерухомість — 11,4 %, сільське господарство, лісництво, риболовля — 10,6 %.